# Bjørn Tronstad
Bjørn Tronstad (Bergen, 11 aprile 1957) è un ex calciatore norvegese, di ruolo attaccante.

## Carriera

### Club
Tronstad giocò l'intera carriera con la maglia del Brann, vestendo questa casacca dal 1974 al 1979. Durante i suoi anni in squadra, segnò 127 reti in 222 incontri: diventò così uno dei migliori marcatori della storia di questa società calcistica. All'epoca, fu paragonato a Roald Jensen. Si aggiudicò la Coppa di Norvegia 1976 e fu finalista perdente due anni dopo. Si ritirò in giovane età, per la sua volontà di andare a studiare negli Stati Uniti: qui giocò e segnò molte reti con le maglie di squadre locali e collegiali.
Rientrò brevemente nel mondo del calcio nel 1981, venendo impiegato soltanto in 4 gare.

### Nazionale
Tronstad giocò 4 partite per la Norvegia. Debuttò il 19 maggio 1976, nella sconfitta per uno a zero contro l'Islanda.

## Palmarès

### Giocatore

#### Club

##### Competizioni nazionali
- Coppa di Norvegia: 1

Brann: 1976